# Asarum chengkouense
Asarum chengkouense är en piprankeväxtart som beskrevs av Z.L. Yang. Asarum chengkouense ingår i släktet hasselörter, och familjen piprankeväxter. Inga underarter finns listade i Catalogue of Life.